# Jitka Harazimova
Jitka Harazimova (Praga, 23 de mayo de 1975) es una culturista profesional checa.

## Primeros años y educación
Jitka Harazimova (nacida Cervenkova) nació en mayo del año 1975 en la ciudad de Praga, en la entonces República Socialista Checoslovaca. En el colegio jugaba al voleibol y hacía gimnasia.

## Carrera en el culturismo

### Amateur
En 1993, Jitka asistió a su primera competición de culturismo, el Jr. Czech, que ganó.

### Profesional
En 1997, asistió a su primer concurso profesional en el Ms. International de 1997, donde quedó en cuarto lugar. Entre 1999 y 2005, se tomó un descanso de la competición y tuvo dos hijos durante ese tiempo. Antes de dejar de competir, se la consideraba una futura abanderada del culturismo femenino y una potencial Ms. Olympia. En 2005, volvió al culturismo y ganó la categoría de peso pesado Charlotte Pro 2005. En el Ms. Olympia de 2005, quedó en cuarto lugar, el mejor de su actuación.

## Historial competitivo
- 1993 - Jr. Czech - 1º puesto
- 1993 - Czech Nationals - 1º puesto (MW y overall)
- 1994 - Czech Nationals - 2º puesto (MW)
- 1997 - IFBB Ms. International - 4º puesto
- 1997 - IFBB Ms. Olympia - 6º puesto
- 1998 - IFBB Ms. International - 5º puesto
- 1998 - IFBB Ms. Olympia - 7º puesto
- 1999 - IFBB Ms. International - 10º puesto
- 2005 - IFBB Charlotte Pro Championships - 1º puesto (HW y overall)
- 2005 - IFBB Ms. Olympia - 4º puesto
- 2006 - IFBB Ms. International - 4º puesto
- 2006 - IFBB Ms. Olympia - 10º puesto[3][4]

## Vida personal
Jitka vive en Praga (República Checa), donde ha sido propietaria del gimnasio Hara, en el que es entrenadora personal. Es la menor de seis hermanos (tres chicos y tres chicas). Tiene cuatro hijos.